# أم سقیم
أم سقیم (به عربی: أم سقیم) یک محله در امارات متحده عربی است که در شیخ‌نشین دبی واقع شده‌است.